# Culicoides kampa
Culicoides kampa är en tvåvingeart som beskrevs av Felippe-bauer, Veras, Castellon och Moreira 2000. Culicoides kampa ingår i släktet Culicoides och familjen svidknott. Inga underarter finns listade i Catalogue of Life.